# Чистополь (Пятихатский район)
Чисто́поль (укр. Чистопіль) — село,
Виноградовский сельский совет,
Пятихатский район,
Днепропетровская область,
Украина.
Код КОАТУУ — 1224588507. Население по переписи 2001 года составляло 466 человек .

## Географическое положение
Село Чистополь находится на берегу реки Комиссаровка,
выше по течению на расстоянии в 1 км расположено село Нововасилевка,
ниже по течению на расстоянии в 2,5 км расположено село Комиссаровка.
По селу протекает пересыхающий ручей с запрудой.
Село находится в 12 км от районного центра, который является и ближайшей железнодорожной станцией.